# Barjas
Barjas – gmina w Hiszpanii, w prowincji León, w Kastylii i León, o powierzchni 57,71 km². W 2011 roku gmina liczyła 232 mieszkańców.